# McLaren MCL39
De McLaren MCL39 is een Formule 1-auto die in het seizoen van 2025 gebruikt wordt door het Formule 1-team van McLaren. De auto is de opvolger van de McLaren MCL38. De MCL39 rijdt met een motor van Mercedes en werd onthuld op 18 februari 2025 tijdens het F1 75 Live evenement in de O2 Arena in Londen. De MCL39 wordt bestuurd door Lando Norris in zijn zevende seizoen voor het team, en door Oscar Piastri, die zijn derde seizoen op rij voor het team rijdt.

## Kleurschema auto
De McLaren MCL39 gebruikt een bijna identieke kleurschema als zijn voorganger de MCL38. McLaren heeft in een persbericht uitgelegd dat het team nooit hun kleurschema aanpast na een constructeurs overwinning en in een tijd van succes met het motto "Met succes moet je niet knoeien."

## Seizoensloop

### Voorseizoen
Al voordat het 2025 seizoen van start ging, werd McLaren als de favoriet bestempeld om de contructeurstitel te bemachtigen. Norris heeft aangegeven volledig klaar te zijn om te vechten voor de coureurstitel. Piastri heeft ook aangegeven het seizoen serieus te nemen en voor de titel te strijden.
Tijdens de testperiode van het seizoen heeft Norris aangegeven dat de auto erg gelijkwaardig aanvoelt als zijn voorganger de MCL38, hij vermeldde echter ook dat de achterkant van de auto minder stabiel was dan gehoopt. Andere teams waren ervan overtuigd dat de MCL39 een groot verschil heeft in prestatie tegenover de rest van het veld.

### Race 1 – 5
Bij de GP van Australië behaalde Norris pole position terwijl Piastri zich als tweede kwalificeerde. De race werd gehouden in weersomstandigheden die varieerden tussen droog en nat. De safety car werd meerdere keren naar buiten gehaald. Tijdens de race waren beide McLarens van de baan afgegleden, Piastri kwam zelfs tijdelijk vast te staan in het gras. Norris wist de race te winnen en werd voor het eerst in zijn carrière de leider in het coureurskampioenschap terwijl Piastri zich vanuit de achterhoede wist terug te rijden naar de negende plek.
Bij de GP van China was het het eerste weekeinde van zes waar een sprint verreden werd. Piastri kwalificeerde zich als tweede voor de sprint en Norris als zesde. Piastri behaalde de tweede plaats in de sprint terwijl Norris een fout maakte en als achtste eindigde. Tijdens de kwalificatie behaaldee Piastri de de eerste pole position in zijn carrière en Norris kwalificeerde zich op de derde plaats. Piastri won de race en Norris (die problemen kreeg met zijn remmen tijdens de race) eindigde als tweede, hiermee behaalde McLaren de eerste één-twee finish van dit seizoen.
Tijdens de GP van Japan, kwalificeerde Norris zich als tweede en Piastri als derde en in die posities kwamen ze ook over de finishlijn bij de race die gewonnen werd door Max Verstappen.
Bij de GP van Bahrein behaalde Piastri zijn tweede pole position en Norris mocht de race vanaf plaat zes starten. Bij de start van de race maakte Norris een fout bij het parkeren van zijn auto voor de startopstelling, hiervoor kreeg hij een tijdstraf van vijf seconden die hij moest inlossen tijdens zijn pitstop. Piastri won de race en Norris werd derde. In het coureurskampioenschap haalde Piastri door deze overwinning Verstappen in en stond hij nu drie punten achter Norris.
Voor de GP van Saudi Arabië kwalificeerde Piastri zich als tweede terwijl Norris geen tijd op de klokken zette nadat hij in de muur reed tijdens de derde kwalificatiesessie. De race werd gewonnen door Piastri mede doordat Verstappen een tijdstraf van vijf seconden had gekregen door de actie in de eerste bocht van de race waarbij hij volgens de stewards voordeel behaalde. Norris eindigde de race op de vierde plaats.

## Resultaten
| Kleur   | Resultaat                       |
| ------- | ------------------------------- |
| Goud    | Winnaar                         |
| Zilver  | Tweede plaats                   |
| Brons   | Derde plaats                    |
| Groen   | Gefinisht (punten behaald)      |
| Blauw   | Gefinisht (geen punten behaald) |
| Blauw   | Niet geklasseerd (NC)           |
| Paars   | Uitgevallen (DNF)               |
| Rood    | Niet gekwalificeerd (DNQ)       |
| Zwart   | Gediskwalificeerd (DSQ)         |
| Wit     | Niet gestart (DNS)              |
| Blanco  | Gewond (INJ)                    |
| Blanco  | Uitgesloten (EX)                |
| Blanco  | Teruggetrokken (WD)             |
| Blanco  | Niet deelgenomen                |
| 1, 2, 3 | Sprint positie (punten behaald) |
| P       | Poleposition                    |
| S       | Snelste ronde                   |

| Jaar | Chassis en banden | Motor                                   | Coureurs      | 1   | 2   | 3   | 4   | 5   | 6   | 7   | 8   | 9   | 10  | 11  | 12  | 13  | 14  | 15  | 16  | 17  | 18  | 19  | 20  | 21  | 22  | 23  | 24  | Punten | WK-plaats |
| ---- | ----------------- | --------------------------------------- | ------------- | --- | --- | --- | --- | --- | --- | --- | --- | --- | --- | --- | --- | --- | --- | --- | --- | --- | --- | --- | --- | --- | --- | --- | --- | ------ | --------- |
| 2025 | McLaren MCL39 P   | Mercedes M16 E Performance 1.6 V6 turbo |               | AUS | CHN | JPN | BHR | SAR | MIA | EMI | MON | SPA | CAN | OOS | GBR | BEL | HON | NED | ITA | AZE | SIN | VST | MXS | SAP | LSV | QAT | ABU | 559*   | 1*        |
| 2025 | McLaren MCL39 P   | Mercedes M16 E Performance 1.6 V6 turbo | Lando Norris  | 1PS | 82S | 2   | 3   | 4S  | 12S | 2   | 1PS | 2   | 18† | 1P  | 1   | 32P | 1   |     |     |     |     |     |     |     |     |     |     | 559*   | 1*        |
| 2025 | McLaren MCL39 P   | Mercedes M16 E Performance 1.6 V6 turbo | Oscar Piastri | 9   | 21P | 3   | 1PS | 1   | 21  | 3P  | 3   | 1PS | 4   | 2S  | 2S  | 21  | 2   |     |     |     |     |     |     |     |     |     |     | 559*   | 1*        |

* Seizoen loopt nog.